# Coordonnées harmoniques
 (17 février 2025).
En relativité générale, et plus généralement en géométrie différentielle, un système de coordonnées harmoniques est un système de coordonnées défini sur une variété différentielle, et possédant la propriété suivante :
Pour chaque coordonnée {\displaystyle x^{a}}, on a
{\displaystyle D^{b}D_{b}x^{a}=0},
où D représente la dérivée covariante définie sur la variété.

## Traduction en termes de la métrique
L'application de la formule de la dérivée covariante permet d'exprimer la contrainte des coordonnées harmoniques dans les termes de la métrique associée à ce système de coordonnées :
{\displaystyle 0=\partial _{b}g^{ba}+{\frac {1}{2}}g^{ab}g^{cd}\partial _{b}g_{cd}}.

## Utilisation en relativité générale
En relativité générale, la résolution de certains problèmes se voit simplifiée par l'utilisation d'un système de coordonnées harmoniques.

### Ouvrages
- Arthur L. Besse (Reprinted in 2008), Einstein manifolds, vol. 10, Berlin, Springer-Verlag, coll. « Ergebnisse der Mathematik und ihrer Grenzgebiete (3) », 1987 (ISBN 3-540-15279-2, DOI 10.1007/978-3-540-74311-8, MR 0867684, zbMATH 0613.53001)
- Emmanuel Hebey, Nonlinear analysis on manifolds: Sobolev spaces and inequalities, vol. 5, Providence, RI, American Mathematical Society, coll. « Courant Lecture Notes in Mathematics », 1999 (ISBN 0-9658703-4-0, DOI 10.1090/cln/005, MR 1688256, zbMATH 0981.58006)
- Peter Petersen, Riemannian geometry, vol. 171, Springer, Cham, coll. « Graduate Texts in Mathematics », 2016, Third edition of 1998 original éd. (ISBN 978-3-319-26652-7, DOI 10.1007/978-3-319-26654-1, MR 3469435, zbMATH 1417.53001)
- Takashi Sakai, Riemannian geometry, vol. 149, Providence, RI, American Mathematical Society, coll. « Translations of Mathematical Monographs », 1996 (ISBN 0-8218-0284-4, DOI 10.1090/mmono/149, MR 1390760, zbMATH 0886.53002)
- Michael E. Taylor, Tools for PDE. Pseudodifferential operators, paradifferential operators, and layer potentials, vol. 81, Providence, RI, American Mathematical Society, coll. « Mathematical Surveys and Monographs », 2000 (ISBN 0-8218-2633-6, DOI 10.1090/surv/081, MR 1766415, zbMATH 0963.35211)

### Articles
- Michael T. Anderson, « Convergence and rigidity of manifolds under Ricci curvature bounds », Inventiones Mathematicae, vol. 102, no 2,‎ 1990, p. 429–445 (DOI 10.1007/bf01233434, Bibcode 1990InMat.102..429A, MR 1074481, zbMATH 0711.53038, S2CID 121062092, lire en ligne)
- Shigetoshi Bando, Atsushi Kasue et Hiraku Nakajima, « On a construction of coordinates at infinity on manifolds with fast curvature decay and maximal volume growth », Inventiones Mathematicae, vol. 97, no 2,‎ 1989, p. 313–349 (DOI 10.1007/BF01389045, Bibcode 1989InMat..97..313B, MR 1001844, zbMATH 0682.53045, S2CID 122863673, lire en ligne)
- Robert Bartnik, « The mass of an asymptotically flat manifold », Communications on Pure and Applied Mathematics, vol. 39, no 5,‎ 1986, p. 661–693 (ISSN 0010-3640, DOI 10.1002/cpa.3160390505, MR 0849427, zbMATH 0598.53045, CiteSeerx 10.1.1.625.6978)
Robert Bartnik, « The mass of an asymptotically flat manifold », dans Piotr T. Chruściel, James A. Isenberg et Shing-Tung Yau, Selected works of Robert A. Bartnik, Somerville, MA, International Press, 2021, 661–693 p. (ISBN 978-1-57146-397-5, MR 4362675, zbMATH 1464.53042)
- Dennis M. DeTurck et Jerry L. Kazdan, « Some regularity theorems in Riemannian geometry », Annales Scientifiques de l'École Normale Supérieure, vol. 14, no 3,‎ 1981, p. 249–260 (DOI 10.24033/asens.1405 , MR 0644518, zbMATH 0486.53014)
- Albert Einstein, « Näherungsweise Integration der Feldgleichungen der Gravitation », Sitzungsberichte der Königlich Preußischen Akademie der Wissenschaften,‎ 1916, p. 688–696 (ISBN 9783527406098, DOI 10.1002/3527608958.ch7, JFM 46.1293.02, lire en ligne)
Albert Einstein, « Approximative integration of the field equations of gravitation », dans The collected papers of Albert Einstein. Vol. 6. The Berlin years: writings, 1914–1917, Princeton, NJ, Princeton University Press, 1997, 201–210 p. (ISBN 0-691-01734-4, MR 1492181, zbMATH 0979.01031, lire en ligne)
- Kornel Lanczos, « Ein vereinfachendes Koordinatensystem für Einsteinschen Gravitationsgleichungen », Physikalische Zeitschrift, vol. 23,‎ 1922, p. 537–539 (JFM 48.1023.01, lire en ligne)
- John M. Lee et Thomas H. Parker, « The Yamabe problem », Bulletin of the American Mathematical Society, vol. 17, no 1,‎ 1987, p. 37–91 (DOI 10.1090/s0273-0979-1987-15514-5 , MR 0888880, zbMATH 0633.53062)
- I. H. Sabitov et S. Z. Šefel, « Connections between the order of smoothness of a surface and that of its metric », Siberian Mathematical Journal, vol. 17, no 4,‎ 1976, p. 916–925 (DOI 10.1007/bf00971679, MR 0425855, zbMATH 0386.53014, S2CID 120917151)